# 沈富雄
沈富雄（1939年8月23日—），臺灣政治人物、腎臟科醫師，前民主進步黨立法委員，對全民健保等立法有諸多貢獻。
沈富雄出身民進黨派系「正義連線」，在陳水扁當選總統後，常批評陳水扁政府及民進黨，引起民進黨支持者和媒體批判。2004年，沈富雄曾獨排眾議反對立委減半及單一選區兩票制，疾呼此選制對民進黨不利，一旦通過後民進黨在立法院將長期無法過半，被泛綠媒體評為唱衰民進黨。2007年10月3日，沈富雄退出民進黨。

## 早年
沈富雄出生於日治臺灣臺南州新營郡新營街（今臺南市新營區）。幼年家貧，從小借住外公家，由母親養育長大。南師附小畢業後，考入台南一中初中部，以全校第一名成績直升高中部及保送至國立台灣大學醫科（醫學系）。1958年就讀台大醫科一年級時，以全自修方式，高等檢定考試法務相當類科及格，取得應考律師的資格。沈富雄大學畢業隨後服海軍預備軍官役，任玉山艦少尉醫官。

## 美國活動及從醫
沈富雄1966年退伍後赴美國，在加州大學舊金山醫學中心攻讀藥理學，1969年取得博士學位。之後，沈由基礎醫學轉回臨床醫學，先後在梅奧醫學中心及華盛頓大學完成內科及腎臟科專科訓練，曾任華盛頓大學醫學院副教授，也在美國擔任醫師。
1973年，沈富雄在美國擔任台灣同鄉會副會長。1977年沈富雄與陳芳明在美國西雅圖創辦《西北雨雜誌》以關心台灣民主運動。1979年鄧小平訪美，沈帶隊前往抗議並高舉「台灣中國，一邊一國」的標語。沈富雄常在美國抗議台灣的美麗島事件、林宅血案等事件，因此在臺灣戒嚴時代被列入黑名單而無法返回臺灣。
1986年，民主進步黨創黨，台灣逐步由威權社會走向民主，黑名單限制放鬆。沈富雄返台任職高雄長庚醫院內科主任，於1987年在臺安醫院創立血液透析中心，致力提高尿毒症患者的洗腎品質，成為一位腎臟科醫生。

## 立法委員
1992年，沈富雄代表民進黨於台北市參選第2屆立委，以七萬餘票高票當選，在此次選舉中，沈富雄提出「台灣中國，一邊一國」，作為競選口號。之後於1995年、1998年、2001年連任4屆立委。
沈富雄曾在1995年首創被稱爲「四季紅」的配票模式，讓民進黨北市南區4席立委全數當選。1995年12月，施明德提出大和解理念，主張民進黨應與新黨合作，沈富雄在民進黨內提出反對意見，批評施明德的作法與理念。
在沈富雄當選立委後，黨內派系正義連線與福利國連線都曾爭取沈富雄參加，他當時沒有加入任何一邊，但之後仍然選擇加入正義連線。1997年，沈富雄擔任正義連線會長。
1998年，陳水扁在台北市長選舉中敗選，當時沈富雄認為民進黨台獨黨綱影響選情，曾主張廢除，引起黨內討論。陳水扁之後爭取黨內提名為總統候選人，沈富雄大力為陳水扁競選，主張廢除限制陳水扁參選的四年條款，攻擊許信良與其所屬的美麗島系成員。陳水扁最終通過初選，擊敗許信良，代表民進黨參選2000年總統大選。許信良則退出民進黨。
2004年總統大選中，陳水扁以東帝士董事長陳由豪潛逃來攻擊國民黨。陳由豪在美國召開記者會，聲稱曾與沈富雄一同至陳水扁家中，將政治獻金交給吳淑珍，沈富雄低調證實，但吳淑珍則反駁此事。2004年4月沈富雄在記者會中表示「愛台灣不能當作競選主軸」而引起廣大迴響，雖然得到輿論過半支持，但也遭受民進黨忠實支持者和媒體人汪笨湖等的強烈批判。
2004年中華民國總統大選中，陳水扁以東帝士集團董事長陳由豪潛逃海外來攻擊中國國民黨，聲稱將來當選，一定會將陳由豪關進監牢。2004年2月2日，陳由豪傳真媒體《給陳水扁的三封信》，當中聲稱曾給與陳水扁政治獻金，引起媒體關注。3月15日，陳由豪在美國召開記者會，點名沈富雄曾在1994年及1998年兩度陪他至民生東路陳水扁家，將600萬元政治獻金交給吳淑珍。吳淑珍否認此事。
3月18日，沈富雄召開記者會證實曾陪同陳由豪到過陳水扁家中。之後，因陳水扁與吳淑珍公開否認，沈提出「五種可能」，低調避談此事。
2004年立委選舉，北市南區應選十席，親民進黨陣營提名六席，但親民進黨陣營之選票只夠支持四席，當時原本民調領先的沈富雄意外落選。沈富雄原本自認可吸引到中間選民甚至親國民黨選民的支持，但是最後仍失敗。
2006年，沈富雄原欲參選台北市長選舉，獲得民進黨內跨派系立委的連署支持。但在民進黨台北市長初選登記截止2006年5月5日的前一刻，沈富雄被高層強力勸退，沈富雄宣布領表但不登記，並呼籲黨中央徵召所謂「一軍」強棒參選。沈富雄說，他將枕戈待旦、不時奮起，也會替未來的市長提名人輔選，雖然黨把他當成外人，但他絕不會退黨，因為他要在黨內改革。
2007年，沈富雄參加民進黨不分區立法委員初選，但因「排藍民調」遭到挫敗。2007年，沈富雄被民進黨基本教義派媒體和地下電台列入「十一寇」。

## 退出民進黨
2007年10月3日，沈富雄宣佈退出民進黨。沈富雄說：「我本來認為我一直留在民進黨裡頭有一個功能，就是說讓我們黨裡頭的壞孩子看到我會難過，但是我自己漸漸覺得這個功能好像也沒有了，這些壞孩子好像看到我也沒有感覺了，所以我存在的意義就也幾乎沒有了」、「不是我不要這個黨，是這個黨的主流價值、主流份子不要我」。
2008年，沈富雄受總統馬英九提名為監察院副院長，但在立法院遭立委否決。
2014年1月21日，沈富雄抨擊柯文哲「大嘴巴」、「矯情」，口口聲聲說要跨越藍綠，卻一再製造藍綠對立。沈富雄說柯文哲自詡為酷吏令人毛骨悚然，況且酷吏成功會變獨裁者、失敗就沒好下場，綜觀歷史，酷吏都沒有好下場，例如商鞅和王安石，沈富雄說最後如果是柯文哲與連勝文競逐首都市長，他會難以釋懷，媒體解讀他有意參選台北市長。
2014年6月13日，沈富雄宣布參選台北市長。
- 「老驥不伏櫪，出馬振衰局；壯士無暮年，台灣將再起」，說他「一生懸命」關心國家政治，「參選之後，別再叫我『大老』，叫我『台灣雄哥』」。
- 競選主題為「幸福國都、快活城市」，並將這場選舉視為「一場素民大眾的柔性革命」。

2014年8月8日，由於受腿部舊傷影響，使其宣布參選以來幾無競選活動，民調支持度持續微幅下滑，遂宣布退出這一次的市長選舉。
2016年總統選舉前，沈富雄在電視節目中，大力推薦時任中國國民黨總統候選人洪秀柱，稱其特質可擊敗時任民主進步黨主席的總統候選人蔡英文。但在洪秀柱獲得提名後表現不佳，沈富雄又在《蘋果日報》投書鼓吹國民黨換柱。

## 個人生活
沈富雄與妻子洪嫘育有一子一女，現居美國，擁有美國籍。

## 作品
| 年份   | 書名                             | 作者                       | 出版社   | ISBN               |
| ------ | -------------------------------- | -------------------------- | -------- | ------------------ |
| 2004年 | 《不時奮起：諤諤之士的快意人生》 | 沈富雄口述自傳，彭蕙仙撰文 | 麥田出版 | ISBN 986-7537-68-8 |

### 電視節目
| 年份                        | 頻道        | 節目                   | 備註                       |
| --------------------------- | ----------- | ---------------------- | -------------------------- |
| 2005年2月28日-2005年4月22日 | 東森新聞S台 | 談話性節目《把脈台灣》 | 主持人，因收視率不佳而停播 |
|                             | TVBS        | 《少康戰情室》         | 每週二、週五固定來賓       |
| ？-2019年5月7日             | 中天電視    | 《新聞深喉嚨》         | 不定時特約來賓             |
|                             | 中視        | 《兩岸一定旺》         | 不定時特約來賓             |
| 2019年6月17日-2021年6月11日 | 東森        | 《平論無雙》           | 不定時特約來賓             |

## 榮譽
- 立法委員時期：被親民進黨陣營的社團澄社評鑑為十大優良立委之一，當時與陳水扁、彭百顯等人齊名。
- 立法委員時期：被社會立法運動聯會選拔為表現優良立委。
- 立法委員時期：在被聯合報的民意調查兩度名列表現最佳的十名立委之一。
- 立法委員時期：在新興民族基金會對全國民眾的調查，沈富雄更獨占鰲頭，榮獲全國表現最佳立委的第一名。

## 外部連結
- 立法院 沈富雄委員簡介
- 沈富雄的Facebook專頁